# Остра Лука
Остра Лука (словац. Ostrá Lúka, угор. Osztroluka) — село, громада в окрузі Зволен, центральна Словаччина. Кадастрова площа громади — 20,27 км². Населення — 296 осіб (за оцінкою на 31 грудня 2017 р.).
Перша згадка 1332 року.

## Населення
| Рік:            | 1994. | 2004.   | 2014.    | 2024.   |
| --------------- | ----- | ------- | -------- | ------- |
| Кількість осіб: | 244   | 268     | 306      | 333     |
| Різниця:        |       | +9,83 % | +14,17 % | +8,82 % |

| Рік:            | 2023. | 2024. |
| --------------- | ----- | ----- |
| Кількість осіб: | 333   | 333   |
| Різниця:        |       | +0 %  |